# José Fernando Bonaparte
José Fernando Bonaparte (Rosario, 14 de junio de 1928-Mercedes, Argentina, 18 de febrero de 2020) fue un paleontólogo argentino que descubrió una plétora de dinosaurios sudamericanos, que modificaron el conocimiento mundial que se tenía hasta ese entonces al revelar la diferencia notable entre los dinosaurios del hemisferio sur, el antiguo supercontinente de Gondwana, y aquellos que vivieron en el norte, en el antiguo supercontinente Laurasia.
Distinguido con el apelativo de «Amo de la era Mesozoica» por el paleontólogo estadounidense Robert Bakker, Bonaparte formó científicamente a toda una nueva generación de paleontólogos argentinos de relevancia internacional como Rodolfo Coria, Fernando Novas, Luis Chiappe, Guillermo Rougier, Leonardo Salgado y Jorge Calvo. También formó a paleontólogos más jóvenes como Sebastián Apesteguía y Agustín Martinelli y a técnicos como Pablo Puerta.

## Vida
Bonaparte nació en la ciudad de Rosario, Argentina y creció en el pueblo de Mercedes, en la Provincia de Buenos Aires. Su padre era marinero.
En 1947, con tan solo diecinueve años, Bonaparte encabezó un grupo de amigos que fundaron el Museo Popular de Ciencias Naturales Carlos Ameghino de la ciudad de Mercedes.
Años antes, este grupo de adolescentes habían logrado conformar una colección de fósiles que habían encontrado en las márgenes del Río Luján y en los acantilados del partido de Monte Hermoso.
En 1959 se incorporó al Instituto Miguel Lillo de la Universidad Nacional de Tucumán, donde fue profesor titular de Paleozoología entre 1975 y 1979 y director de la Sección de Paleovertebrados entre 1960 y 1978. Bajo su dirección, esta sección alcanzó una jerarquía notable, no solo por los excepcionales materiales que se reunieron sino también por los numerosos trabajos que se publicaron.
En 1974, la Universidad Nacional de Tucumán le otorgó, previa consulta internacional, el título de Doctor honoris causa, durante el primer Congreso de Paleontología y Bioestratigrafía organizado por la misma universidad y la Asociación Paleontológica Argentina.
En 1978 debió dejar el Lillo y trasladarse a Buenos Aires para tomar la dirección de la Sección de Paleontología de Vertebrados del Museo Argentino de Ciencias Naturales “Bernardino Rivadavia”. No obstante continuó dictando algunas clases en Tucumán entre 1980 y 1982.
Falleció a los 91 años en Mercedes (Buenos Aires) el 18 de febrero de 2020.

## Descubrimientos
Los dinosaurios que Bonaparte descubrió evolucionaron en el supercontinente meridional de Gondwana en la Era Mesozoica, y poseen características consideradas como muy singulares al comparárselos con sus equivalentes norteños (provenientes de Laurasia), entre las que sobresale a primera vista el tamaño generalmente más desarrollado de las variedades australes.
- Abelisaurus comahuensis (1985, con Novas), un carnívoro terópodo, como el Allosaurus
- Agustinia ligabuei (1998, anteriormente Augustia), un saurópodo como el Brachiosaurus con placas espinales como el Stegosaurus
- Alvarezsaurus calvoi (1991), el original y más primitivo miembro de la enigmática y difícil de clasificar familia de proto-aves alvarezsáuridos
- Amargasaurus cazaui (1991, con Salgado), un dicraeosáurido como el Dicraeosaurus, con espinas (y posiblemente una vela) a lo largo del lomo
- Andesaurus delgadoi (1991, con Calvo), un titanosáurido y uno de los más grandes dinosaurios
- Argentinosaurus huinculensis (1993, con Coria), un titanosáurido y el mayor dinosaurio conocido hasta el presente (2006)
- Argyrosaurus superbus (1984), un titanosáurido y uno de los más grandes dinosaurios
- Carnotaurus sastrei (1985), un terópodo carnívoro con cuernos
- Coloradisaurus brevis (1978, anteriormente Coloradia), un sauropodomorpha del triásico temprano
- Guaibasaurus candelariensis (1998, con Ferigolo), un primitivo terópodo
- Kritosaurus australis (1984, con Frenchi, Powell y Sepúlveda), el dinosaurio sudamericano pico de pato (hadrosáurido) mejor conocido hasta el presente (2006)
- Lapparentosaurus madagascariensis (1986), un saurópodo
- Ligabueino andesi (1996), un ceratosáurido con garras posteriores del tipo del Deinonychus
- Mussaurus patagonicus (1979, con Vince), un temprano (Triásico) sauropodomorpha conocido solo por los huevos y pequeños cráneos de crías
- Noasaurus leali (1980, con Powell), otro ceratosáurido con garras traseras del tipo del Deinonychus
- Piatnitzkysaurus floresi (1979), un tetanuran terópodo
- Rayososaurus agrioensis (1996), un Rebbachisauridae saurópodo
- Riojasaurus incertus (1969), un temprano (Triásico) sauropodomorpha
- Saltasaurus loricatus (1980, con Powell), un titanosáurido blindado
- Velocisaurus unicus (1991), un ceratosáurido sumamente apto para la velocidad
- Volkheimeria chubutensis (1979), un saurópodo
- Ligabuesaurus leanzai (2006), un saurópodo

Bonaparte también descubrió un número importante de arcosaurios, entre ellos:
- Pterodaustro (1970), un pterosaurio filtrador

Asimismo asistió profesionalmente a sus colegas en el estudio de otros dinosaurios, como Giganotosaurus carolinii.
Su hijo el Ing. Ubaldo José Bonaparte, cuando niño lo acompaña en diversas expediciones en el Norte Argentino y La Rioja, San Juan y en 1985 en Patagonia produjo un sorprendente hallazgo de tres especies de mamíferos (dientes) que colaboraron en su determinación de Gondwana.

## Algunas publicaciones
- Bonaparte, josé fernando; Schultz, c. l.; Soares, m. b.. 2010. «Pterosauria from the Late Triassic of southern Brazil». En s. Bandyopadhyay (ed.) New Aspects of Mesozoic Biodiversity, Lecture Notes in Earth Sciences 132: 63-71

- Bonaparte, josé fernando; Schultz, c. l.; Soares, m. b.; Martinelli. a. g.. 2010. «La Fauna local de faxinal do soturno, Triasico tardio de Rio Grande do Sul, Brasil». Revista Brasileira de Paleontologia, 13 (3): 233–246. doi 10.4072/rbp.2010.3.07

- Bonaparte, j. f. 1972. «Cromptodon mamiferoides gen. et. sp. nov., Galesauridae de la Formación Rio Mendoza, Mendoza, Argentina (Therapsida-Cynodontia)». Ameghiniana 9 (4): 343-353

- Bonaparte, j. f. 1971. «Descripción del cráneo y mandíbulas de Pterodaustro Guinazui (Pterodactyloide - Pterodaustriidae nov.) de la formación Lagarcito, San Luis Argentina». Editor Museo Municipal de Ciencias Naturales, 10 pp.

- Bonaparte, j. f. 1971. «Annotated List of the South American Triassic Tetrapods». Second Gondwana Symposium South Africa, Proc. and Papers. Council of Scientific and Industrial Res. Pretoria, pp. 665-682

- Bonaparte, j. f. 1970. «Pterodaustro guinazui gen. et sp. nov. Pterosaurio de la Formación Lagarcito, Provincia de San Luis, Argentina y su significado en la geología regional (Pterodactylidae)». Acta Geológica Lilloana, 10: 209-225

- Bonaparte, j. f. 1965. «Sobre nuevos terapsidos Triásicos hallados en el centro de la Provincia de Mendoza, Argentina». Acta Geológica Lilloana, 8: 91-100

- Bonaparte, j. f. 1969. «Dos nuevas "faunas" de reptiles triásicos de Argentina». Gondwana Stratigraphy (IUGS Symposium, Buenos Aires), 2: 283-306

- Bonaparte, j. f. 1969. «Cynognathus minor n. sp. (Therapsida-Cynodontia). Nueva evidencia de vinculación faunística Afro-Sudamericana a principios del Triásico». Gondwana Stratigraphy (IUGS Symposium, Bs As), 1967: 283-302

- Bonaparte, j. f. 1951. «Nota preliminar de un paradero aborigen en Cañada Honda, Baradero». Arqueología, Argentina, 2. Editor Museo Popular de Ciencias Naturales Carlos Ameghino", 7 pp.

### Libros
- Bonaparte, j. f.. 2007. Dinosaurios y pterosaurios de América del Sur. Sud-america Pre Historica/ Prehistoric South America. Editor Cecilia Repetti, ilustró Jorge Luis Blanco. 227 pp. ISBN 9502411021

- Bonaparte, j. f. 1998. Los dinosaurios de la Patagonia Argentina. Edición ilustrada de Museo Argentino de Ciencias Naturales Bernardino Rivadavia, 46 pp.

- Bonaparte, j. f. 1997. El Triásico de San Juan, La Rioja: Argentina y sus dinosaurios. Edición ilustrada de Museo Argentino de Ciencias Naturales "Bernardino Rivadavia", 196 pp.

- Bonaparte, j. f.; Toselli, a. j.; Aceñolaza, f. g.. 1989. Geología de América del Sur. Volumen 5, N.º 2 de Serie Correlación geológica. Editor Universidad Nacional de Tucumán, Secretaría de Ciencia y Técnica

- Bonaparte, j. f. 1978. El Mesozoico de América del Sur y sus tetrápodos. Opera Lilloana 26. Editor Ministerio de Cultura y Educación, Fundación Miguel Lillo, 596 pp.

- Bonaparte, j. f. 1971. Los tetrapodos del sector superior de la formación Los Colorados, La Rioja, Argentina: (Triasico Superior). Opera Lilloana 22. Editor UNT, Fundación e Instituto Miguel Lillo

- Bonaparte, j. f. 1962. Descripción del cráneo y mandíbula de Exaeretodon Frenguellii Cabrera y su comparación con Diademodontidae, Tritylodontidae y los Cinodontes sudamericanos. Publicaciones del Museo Municipal de Ciencias Naturales Tradicional de Mar del Plata. Editor Comisión Municipal de Cultura, 68 pp.

## Abreviatura (zoología)
La abreviatura Bonaparte  se emplea para indicar a José Fernando Bonaparte como autoridad en la descripción y taxonomía en zoología.